# 天主教洛科賈教區
天主教洛科賈教區 （拉丁語：Diocesis Lokoiana）是尼日利亞一個羅馬天主教教區，屬阿布賈總教區。
教區前身是一個宗座監牧區，成立於1955年5月21日，1964年7月6日升為教區。2004年有教友36,507人（佔轄區人口2.5%）、十五個堂區、三十七名司鐸。現任教區主教為瑪爾定‧達達‧阿貝吉德‧奧洛倫莫盧。